# Joseph Simmons
Joseph Simmons også kendt som Rev Run, DJ Run eller Reverend Run (født 14. november 1964) er en amerikansk rapper, som var en af de tre medlemmer af hiphop gruppen Run DMC. Han blev født i distriktet i Hollis, Queens i New York, og er den yngste bror til Russell Simmons der er grundlægger af Def Jam Records.